# Стоюнин, Владимир Яковлевич
Владимир Яковлевич Стоюнин (16 (28) декабря 1826 — 4 (16) ноября 1888) — российский педагог и публицист.

## Биография
Родился 16 (28) декабря 1826 года в Петербурге. Закончил 3-ю Санкт-Петербургскую гимназию (1846) и Петербургский университет. Работал учителем русского языка и словесности в родной гимназии в 1853—1871 годах; принимал участие в работе петербургских педагогических собраний, Комитета грамотности, руководил воскресной школой, преподавал в 1-м Мариинском училище, затем в Мариинском институте. Организовал комиссию по упрощению орфографии русского языка.
Некоторое время был инспектором московского Николаевского сиротского института (1871—1874).
Жена Стоюнина, Мария Николаевна, открыла в Санкт-Петербурге частную женскую гимназию, в которой он по возвращении в столицу был инспектором и преподавателем русского языка, словесности и истории.

## Педагогическая деятельность
Выступал против школы, «дрессирующей» детей для экзаменов, против формализма, схоластики и рутины в обучении и воспитании, против палочной дисциплины. Стремился к созданию бессословной национальной школы. Ратовал за широкое общее образование и воспитание молодого поколения в духе передовых гражданских идеалов. Считал необходимым женское образование и многое сделал для разработки теории и практики женского образования.
В. Я. Стоюнин критикуя российскую среднюю школу того времени за её космополитичность, несамостоятельность, плохое преподавание отечественной истории, родного языка и литературы, он полагал, что уже в народной школе, обучая детей родной речи, следует учитывать историю и психологию народа, целостную и неповторимую национальную религиозную культуру. Выступал против механического перенесения школьного опыта и достижений педагогической науки западных стран в школу и педагогику России. Большую роль отводил народным учителям, много делал для вовлечения учителей в работу педагогических съездов, открытия при школах библиотек с необходимой художественной и педагогической литературой. В. Я. Стоюнин последовательно отстаивал идеи самобытности русской педагогической школы, полагая, что и подготовка учителя должна осуществляться в соответствии с национальными, культурными, историческими традициями.
Отмечал важность взаимосвязи умственного, нравственного, эстетического и физического воспитания. Разработал проект семиклассной реальной гимназии, которая более всего соответствовала бы потребностям общества и развивающегося капитализма. Установил дидактическую связь между приобретением знаний и развитием человека: знания способствуют развитию человека, и чем больше их объём, тем больше они требуют духовной пищи и дополнительных знаний.
Стоюнин является выдающимся методистом средней школы. Развитие идей К. Д. Ушинского в практике средней школы нашло отражение в педагогической деятельности В. Я. Стоюнина, внесшего много ценного в преподавание литературы, в изменение содержания этого предмета в соответствии с идеями народности и общечеловеческого воспитания. Методические идеи В. Я. Стоюнина базировались на принципе воспитывающего обучения, согласно которому изучение литературы является важнейшим средством духовно-нравственного формирования ребёнка. В. Я. Стоюнин впервые представил методику преподавания литературы как целостную систему. Создал новый тип пособий для учителей, которые включали методику, теорию литературы и конкретный критический анализ. Большое влияние на развитие педагогики в России оказали труды Стоюнина по истории педагогики и народного образования. Ему принадлежат работы по истории русской литературы — статьи о А. Д. Кантемире, А. П. Сумарокове и др. Он написал монографии, посвящённые А. С. Пушкину и А. С. Шишкову.

## Семья
Был женат на Марии Николаевне, урожденной Тихменевой (1846—1940), дочери организатора архивного дела, действительного статского советника Николая Васильевича Тихменева  (1821—?) и Клавдии Егоровны, урожденной Фитцнер (1824—1886). 
У них были дети Юлия (1866—?); Лина (Елена) (1872—1883); Людмила (1875—1943), замужем за Н. О. Лосским.

## Труды
- «Руководство для исторического изучения литературы»
- «Мысли о наших гимназиях»
- «Мысли о наших экзаменах»
- «Заметки о русской школе»
- «О воскресных школах»
- Александр Петрович Сумароков. — СПб.: тип. Я. Ионсона, 1856. — 172 с.
- Педагогические сочинения. — СПб.: тип. Уч-ща глухонемых, 1892. — 650 с.
- О преподавании русской литературы. — Изд. 2-е. — СПб. : тип. Г.Ф. Мюллера, 1868. — 435 с.
- Руководство для теоретического изучения литературы по лучшим образцам русским и иностранным. — СПб.: тип. Э. Праца, 1869. — 192 с.
- Избранные педагогические сочинения. (недоступная ссылка) — М.: Педагогика, 1991.